# سکانشاه
سکانشاه (پادشاه سیستان) عنوانی بود که فرمانروایان (و پس‌ترها استانداران) سکستان بکار می‌بردند.نخستین بار دوران پادشاهی سورن این عنوان بکار گرفته شد. همچنین در دوران شاهنشاهی ساسانی نیز استانداران سیستان این عنوان را بکار می‌بردند. با این حال، در دوران آغازین پادشاهی پیروز یکم (شاهی که به دست دست هپتالیان کشته شد)، این عنوان منسوخ شد.